# Jochen Kretschmann
Jochen Kretschmann (* 1932 in Berlin) ist ein deutscher Buchautor.
Der pensionierte Lokomotivführer der Deutschen Reichsbahn schrieb zu Themen der Eisenbahn. Dabei berichtete er über eigene Erlebnisse auf den Führerständen insbesondere von Dampflokomotiven und stellt die von ihm gefahrenen Baureihen vor.
1947 begann er als Lehrling bei der Deutschen Reichsbahn, nach zwei Herzinfarkten wurde er 1988 pensioniert.
Zum Schreiben ermutigt wurde er durch den Schriftsteller Michail Scholochow, den er als Mitglied einer Delegation in der Sowjetunion kennenlernte.
Hauptgegenstand seiner Erzählungen sind die Erlebnisse mit Kollegen, Vorgesetzten, Soldaten der Roten Armee, örtlichen Funktionären der SED sowie Ereignisse auf seinen Fahrten.
Kretschmanns Geschichten sind auch für Nichtfachleute verständlich und geben einen Einblick in die Arbeit bei der Deutschen Reichsbahn.
Jochen Kretschmann war auch Mitglied im „Zirkel Schreibender Arbeiter“.

## Bücher
- Feuer – Wasser – Kohle. transpress,  VEB Verlag für Verkehrswesen, Berlin 1988, ISBN 3-344-00268-6
- Feuer – Wasser – Kohle. Eisenbahn-Kurier Themen 7, EK Verlag, Freiburg 1992
- Lockruf der Dampfsirenen. Transpress Verlag, Stuttgart 2000, ISBN 3-613-71121-4
- Bockreserve fährt weiter. Transpress Verlag, Stuttgart 2002, ISBN 3-613-71176-1